# Santa Margarida del Castell d'Aubirí
Santa Margarida del Castell d'Aubirí, de vegades esmentada com del Castell de Verdú, és una capella del terme comunal de vila de Ceret, a la comarca del Vallespir (Catalunya del Nord), situada en el Castell d'Aubirí, castell de darreries del segle xix, seu d'una explotació vitivinícola.
És a l'extrem nord-oriental del terme comunal, a l'esquerra del Tet. És al darrere, al nord-oest, del castell.
És una capella petita, d'estil neoclàssic. D'una sola nau, orientada de sud a nord, no té absis aparent a l'exterior.